# Coupé utilitaire

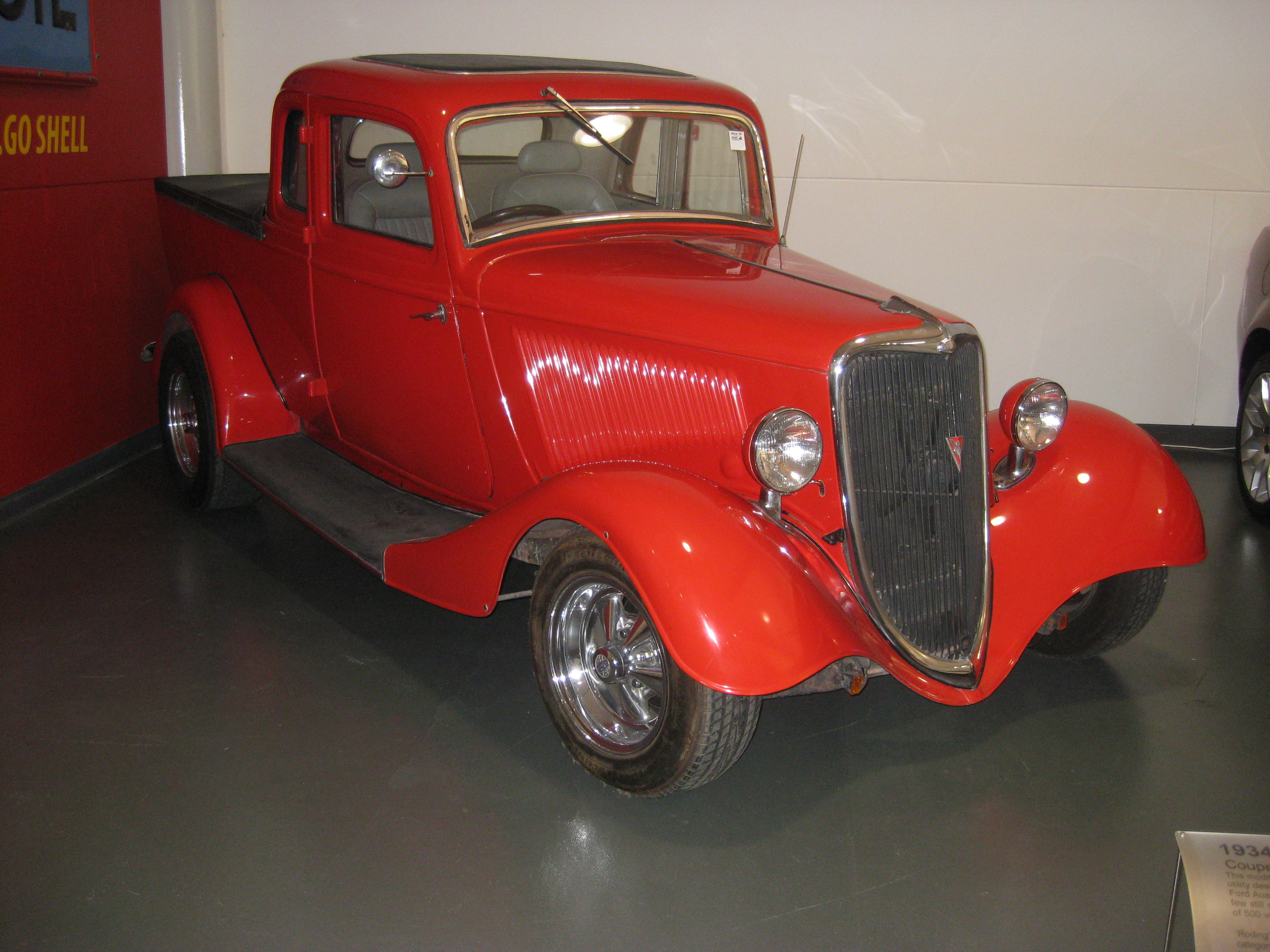
Le Ford 1934, le premier coupé utilitaire. Exposé au National Motor Museum, Birdwood, Australie du Sud.

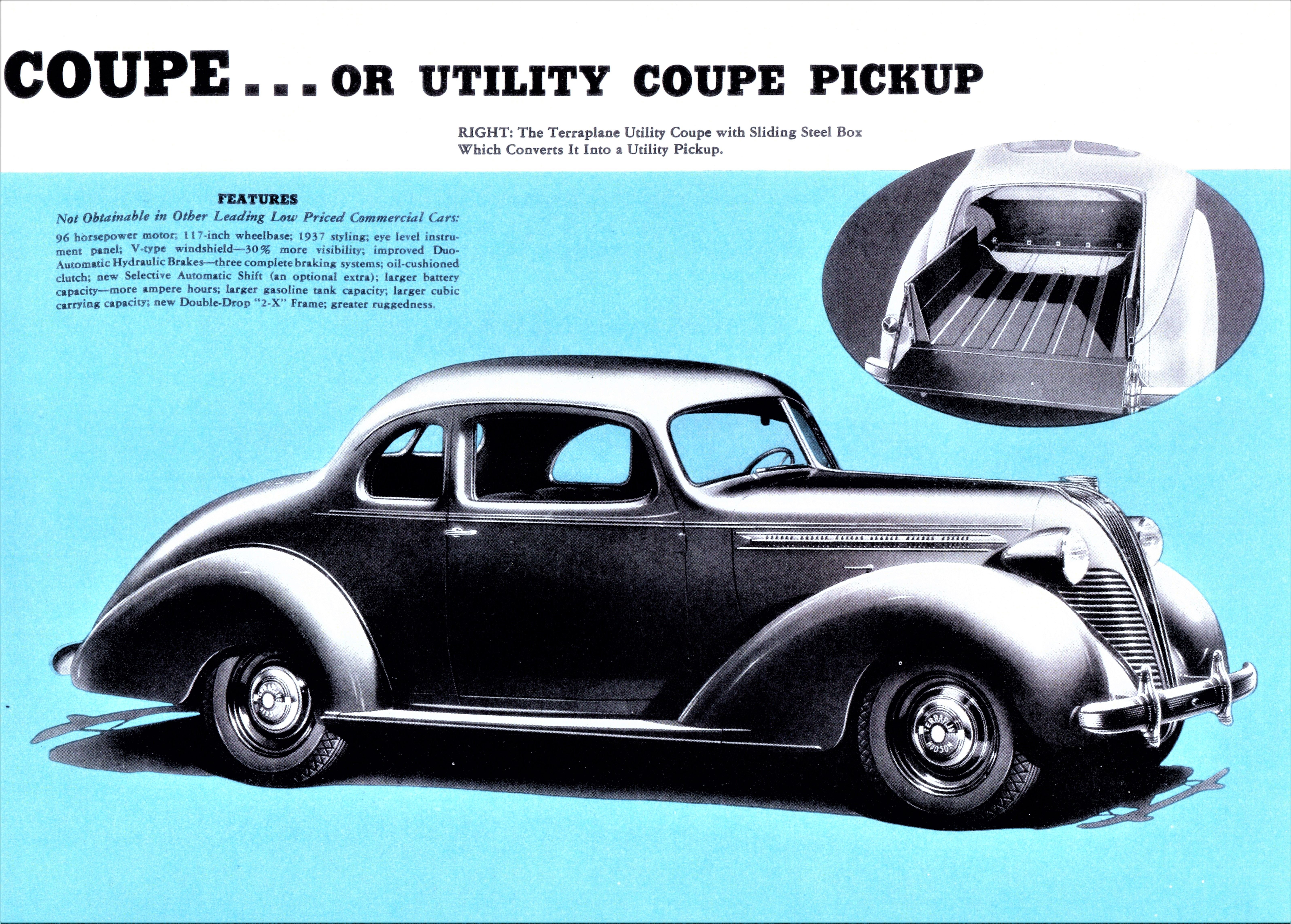
Coupé Utilitaire Terraplane de 1937, pouvant être converti en pick-up.

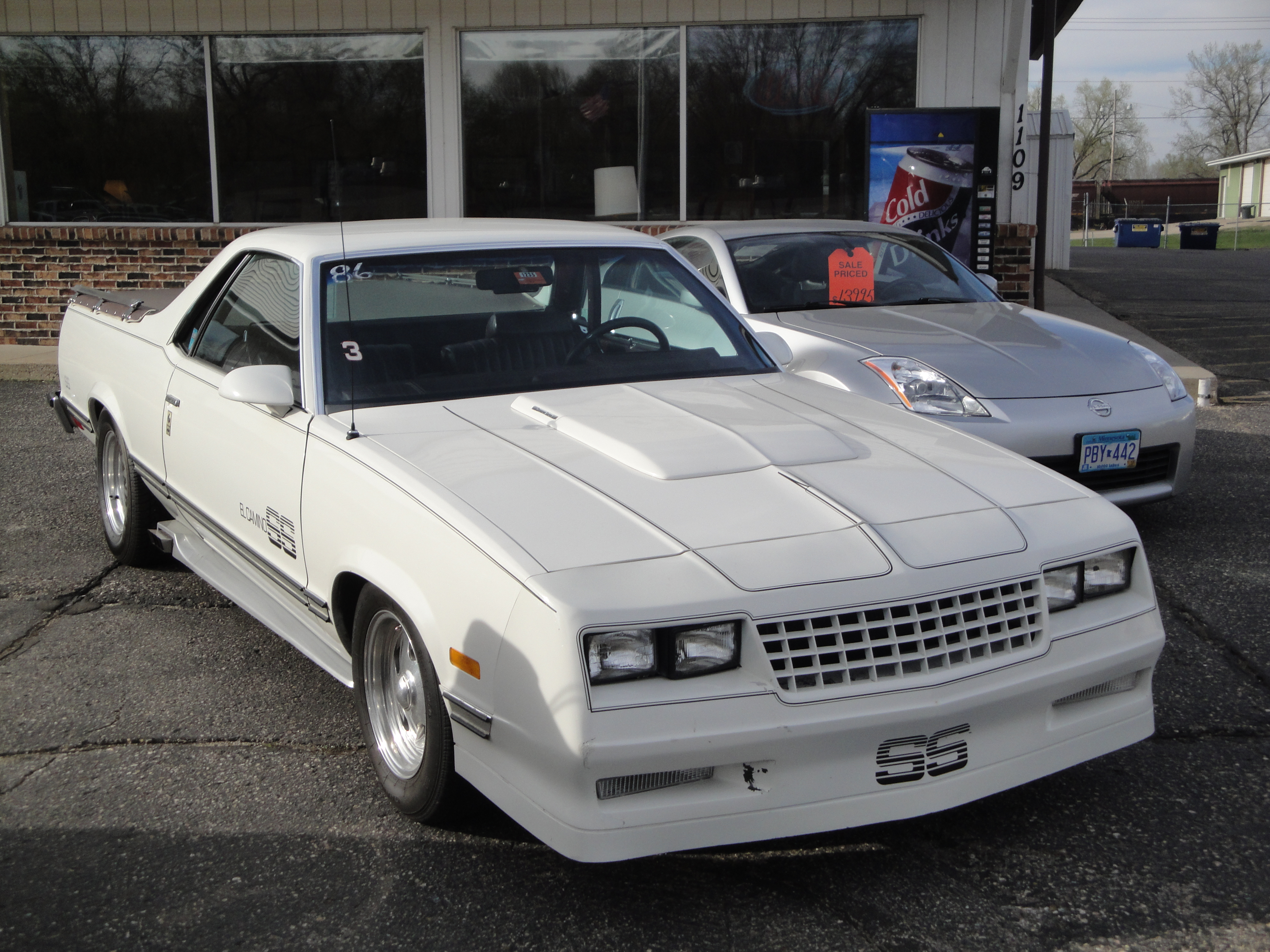
Les El Camino de cinquième génération ont été construits entre 1977 et 1987.

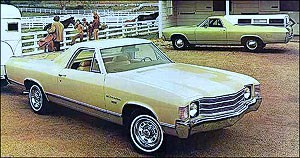
1972 Chevrolet El Camino.

En comparaison avec d'autres types de pick-ups des années 1930, le terme coupé utilitaire a été défini comme la combinaison d'un coupé plus élégant, confortable et spacieux, ayant une ligne de toit plus basse, avec un plateau de chargement. Cependant depuis les années 1950, la définition du terme est devenue floue. Les modèles plus récents sont souvent appelés simplement « pick-up » par leurs créateurs,.

## Histoire
Le style de carrosserie est originaire d'Australie. C'est le résultat d'une lettre de 1932 de l'épouse d'un agriculteur dans l'état de Victoria en Australie pour Ford Australie demandant "un véhicule pour aller à l'église le dimanche et pour amener nos porcs au marché le lundi". En réponse, le designer Ford Lew Bandt conçut un véhicule répondant à la demande du client et le modèle (appelé "coupé utilitaire" à l'époque) a été commercialisé en 1934. Une version cabriolet, connue comme le roadster utilitaire, a été produite en quantité limitée par Ford dans les années 1930.
En 1951, Holden a commercialisé un modèle basé sur sa berline 48-215, renforçant la tradition Australienne de berlines deux-portes conçues localement comme véhicule d'"utilité", avec un plateau à l'arrière, connu familièrement comme ute. Au cours des dernières années, ute en Australie signifie un coupé utilitaire comme un Commodore à base de Holden Ute à un traditionnel pick-up comme le Ford F-Series, donc, pour les fins du présent article, le terme "coupé utilitaire" sera utilisé.
L'Amérique a emboîté le pas avec le Ford Ranchero en 1957 et la Chevrolet El Camino en 1959,.

## Liste de coupé utilitaires

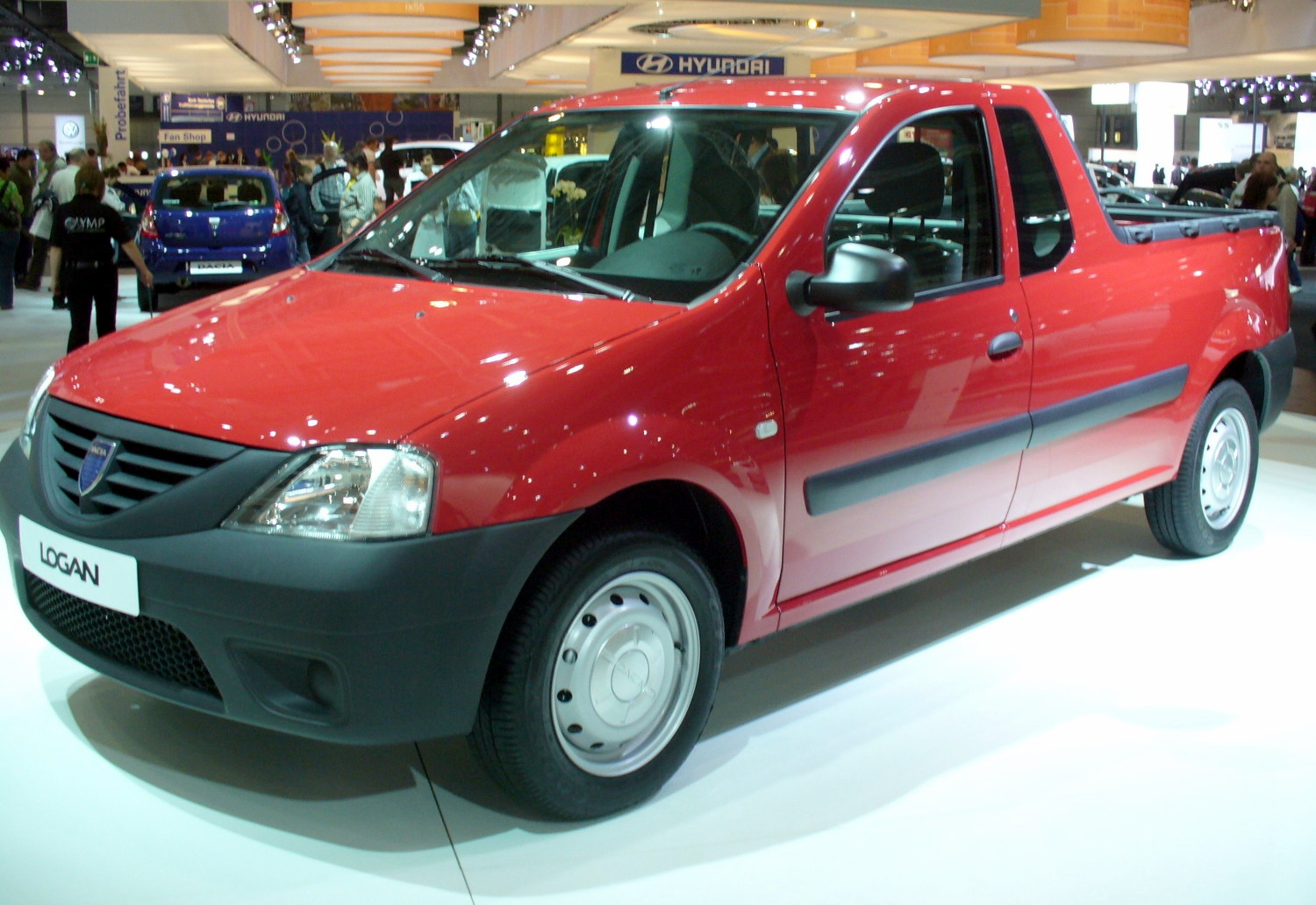
2009, Dacia Logan coupé-utilitaire

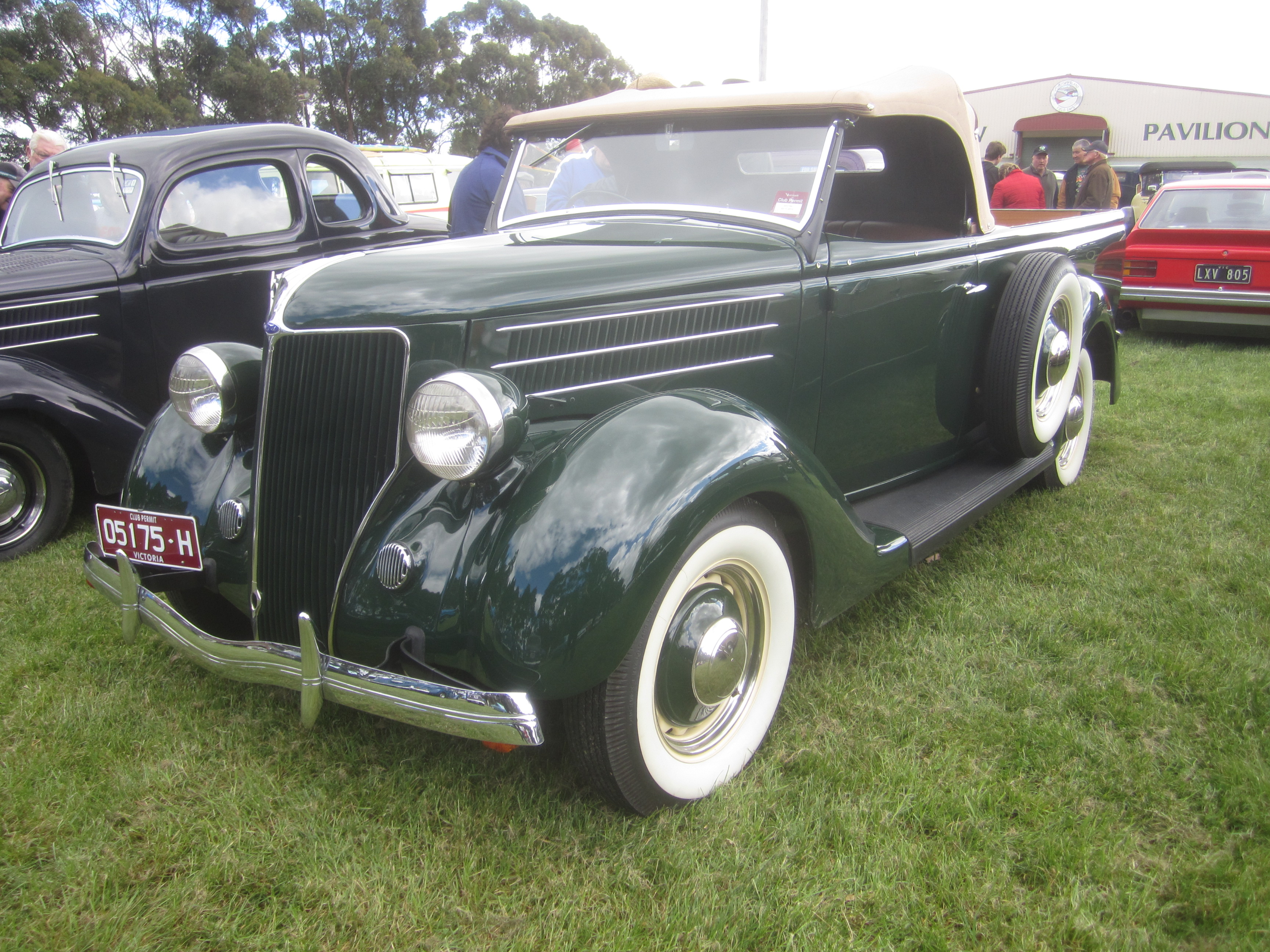
1936 Ford Modèle 48 Roadster Utilitaire, produit à Geelong, Victoria, Australie. Ce roadster utilitaire est une version cabriolet du coupé utilitaire.

- 1949-1952 Armstrong Siddeley Whitley 18 Coupé Utilitaire
- 1949-1952 Armstrong Siddeley Whitley 18 Station Coupé (cabine allongée avec un siège arrière)
- 1968-1971 Austin 1800 Utilitaire (Australie)
- 1954-1971 Austin Cambridge Coupé Utilitaire
- 1983 À 1994, Chevrolet Chevy 500 (Brésil)
- 1959-1960, 1964-1987 Chevrolet El Camino
- 2001 Chevrolet Montana
- 1946-1948 Chevrolet Stylemaster (Australie uniquement)
- 1965-1977 Chrysler Valiant utilitaire/Dodge utilitaire (Australie)
- 1958-1961 Chrysler Voyager (Australie)
- 1953-1979 Citroën 2CV "Citroneta" (Amérique du Sud seulement)
- 2007-2012 Dacia Logan Pick-Up
- 1975-2006 Dacia Pick-Up
- 1991-1995 Daihatsu Mira P1/Miracab
- 1956-1957 DeSoto Diplomat (Australie)
- 1975-1979 Dodge Husky (Afrique Du Sud)
- 1971-1990 Dodge 1500 (Uruguay)[8]
- 1956-1957 Dodge Kingsway (Australie)
- De 1982 À 1984 Dodge Rampage
- 1977-2013 Fiat Fiorino
- 1996–présent Fiat Strada
- 1941-1949 1941 Ford (Australie uniquement)
- 1949-1951 1949 Ford (Australie uniquement)
- 1946-1953 Ford Anglia Coupé Utilitaire (Australie)
- 1983-2011 Ford Bantam (Afrique Du Sud)
- 1956-1962 Ford Consul Mk.II (Australie uniquement)
- 1998-2013 Ford Courier (Brésil)
- 1981-1982 Ford Durango
- 1961-2016 Ford Falcon Ute (Australie)[9]
- 1973-1991 Ford Falcon Ranchero (Argentine)
- 1952-1959 Ford Mainline Utilitaire (Australie uniquement)
- 1971-1993 Ford P100
- 1982-1997 Ford Pampa (Brésil)
- 1953-1955 Ford Populaire 103E (Australie)
- 1946-1953 Ford Prefect (Australie uniquement)
- 1957-1959 Ford Ranchero (full-size)
- 1960-1965 Ford Falcon Ranchero (Falcon compact)
- 1966-1979 Ford Ranchero (de taille moyenne)
- 1956-1962 Ford Zephyr Mark II Coupé Utilitaire (Australie uniquement)
- c. 1956 Hillman de luxe Utilitaire[10]
- 2004-2007 Geely Rural Nanny
- 1971-1987 GMC Sprint / Caballero (El Camino badgée GMC)
- 1968-1984 Holden Kingswood
- 1951-1968 Holden Utility
- 1990–présent Holden Utility / Holden Ute / Holden Commodore Ute (VG VF)

- De 1975 À 1990 Hyundai Pony
- 2015-présent IKCO Arisun
- 1963-1972 Isuzu Wasp

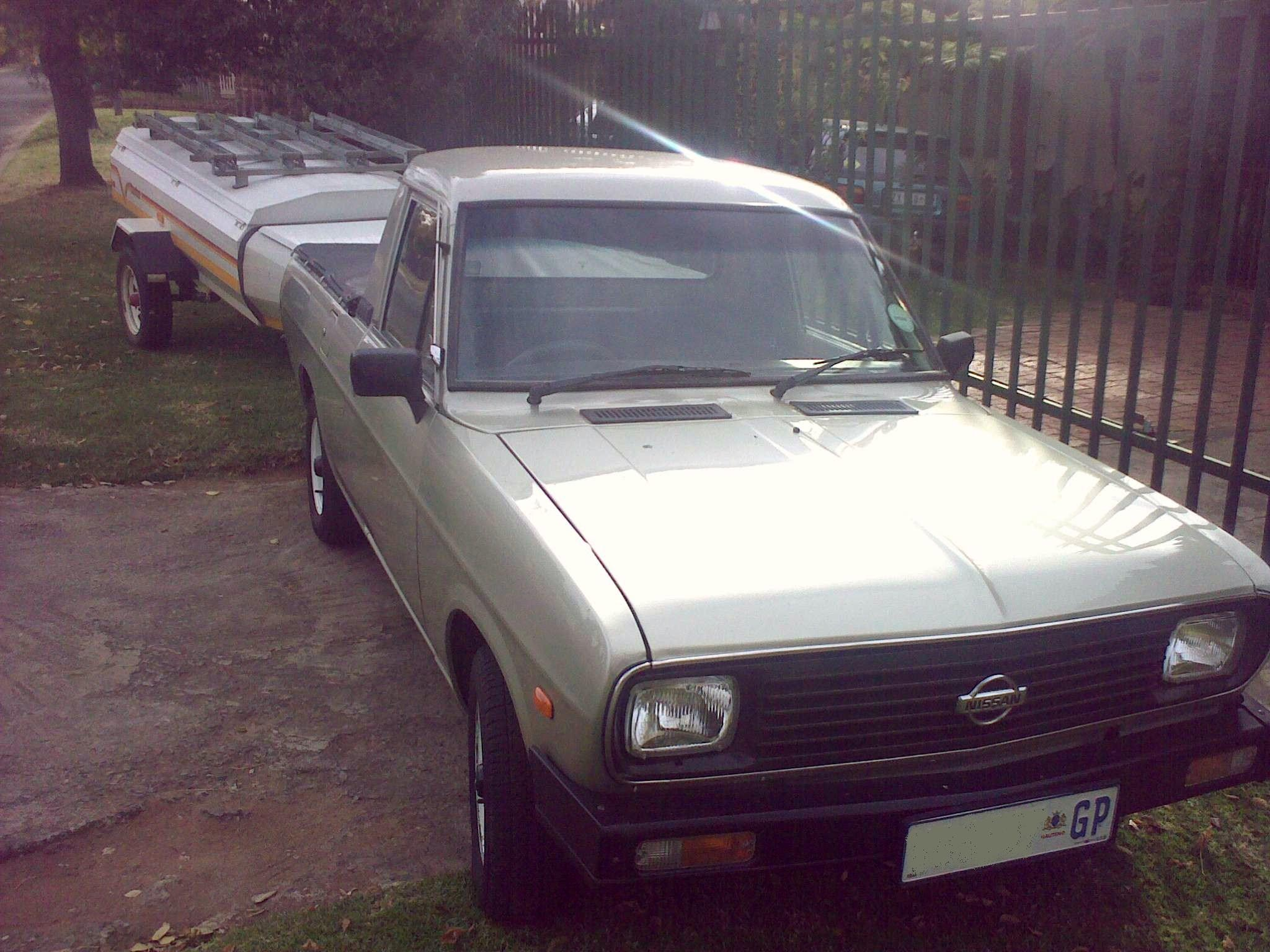
Nissan 1400 B140 Bakkie, Afrique Du Sud

- 1973-1981 Kia Brisa de collecte (version démarquée Mazda Familia pick-up)
- 1963-1977 Mazda Familia de ramassage
- 1989-2002 Mazda Rustler (2e génération de la Ford Bantam, renommée)
- 1961-1983 Mini Pick-up
- 1965-1971 Mitsubishi Colt 800
- 1971-1980 Morris Marina pick-up[11]
- 2008-présent Nissan NP200 (renommé Dacia Logan Pick-Up, fabriqué et vendu en Afrique du Sud)
- 1971-2008 Nissan Sunny Camion/"Bakkie"
- 1993-2010 Opel Corsa a camionnette/Utilitaire
- 1967-2005 Paykan Pick-Up (Iran)
- 1955-1966 Peugeot 403
- 1968-2009 Peugeot 504
- c. 1953-1957 Plymouth Belvedere
- 1956-1957 Plymouth Cranbrook (Australie uniquement)
- 1956-1958 Plymouth Savoy (Australie uniquement)
- 1983 Plymouth Scamp
- La Période 2002-2010, Proton Aréna / Proton Jumbuck
- 2015–présent Ram 700 (Mexique exclusive renommé version de la Fiat Strada)
- 2008-présent SAIPA de Ramassage
- 1975-1985 Simca 1100
- c. 1952 Singer SM1500[12]
- 1991-1995 Škoda Pick-up
- 1994-2001 Škoda Felicia Pick-Up/Fun
- 1950-1964 Standard Vanguard (également vendu comme "Standard" Pick-up")[13]

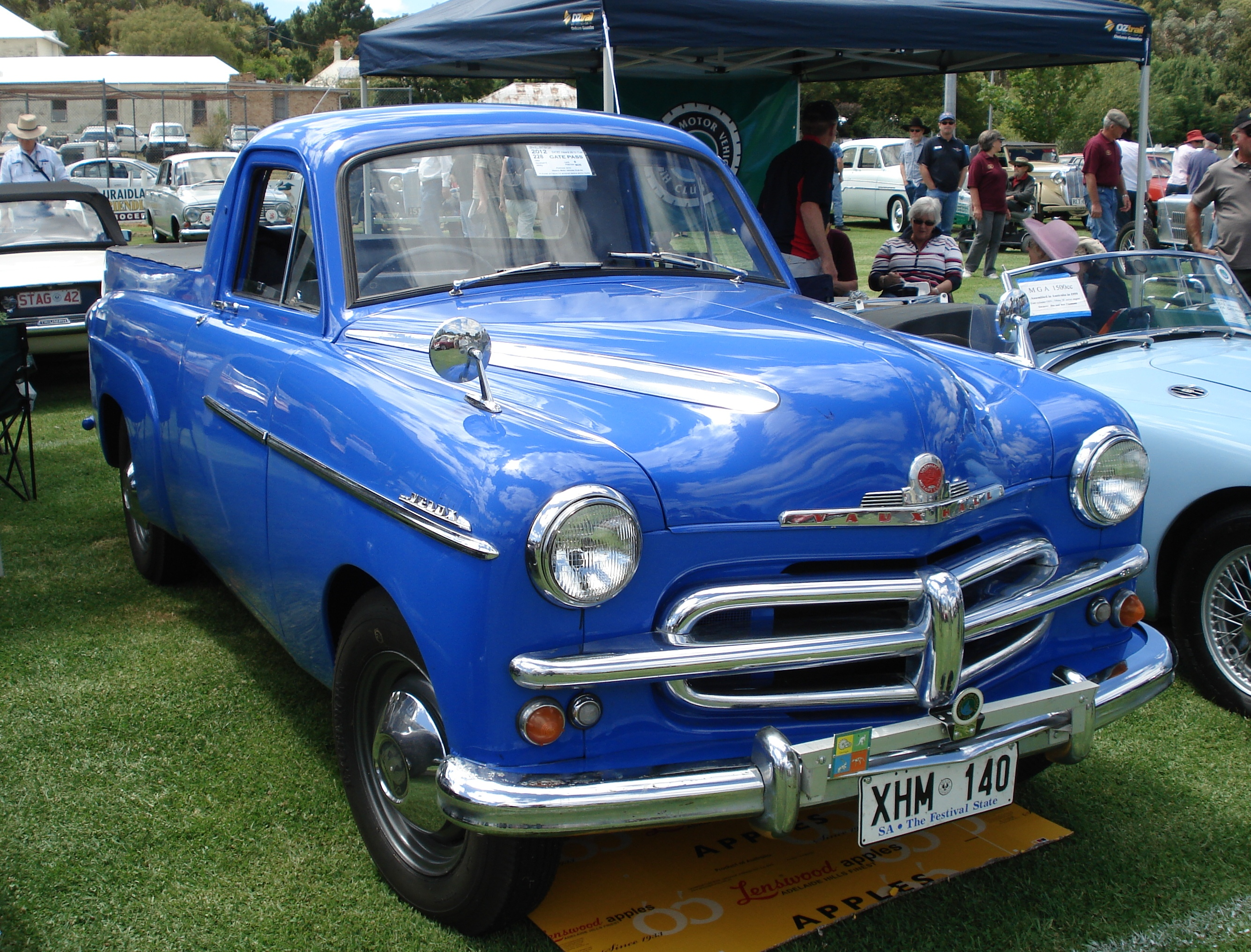
1954 Vauxhall Velox EIPV Coupé Utilitaire

- 1937-1939 Studebaker Coupé Express
- 2002-2006 Subaru Baja
- 1978-1993 Subaru BRAT/Brumby/Shifter/MV/Targa
- 1983-1988 Suzuki Mighty Boy
- 2000-2001 Toyota bB Open Deck
- 1960-1969 Pickup Toyota Corona
- 1962 à 1971 Toyopet/Toyota Crown Masterline de ramassage
- 1964-1988 Toyota Publica de ramassage/pick-up de Toyota
- 1952-1957 Vauxhall Velox
- 1952-1954 Vauxhall Wyvern (Australie)
- 1979-1996 Volkswagen Caddy/Lapin de ramassage
- 1996-2001 Volkswagen Caddy Typ 9U (renommé Škoda Felicia Pickup)
- 1980–présent Volkswagen Saveiro/Pointeur Ramasser
- 1966-1991 Wartburg 353 "Trans"

## Prototypes
- AMC Cowboy: Dérivés de la Hornet, il était destiné à rivaliser avec les petites camionnettes Japonaises, mais le projet a été annulé après qu'AMC ait acquis Jeep, qui vendait déjà des petits pick-up[14].
- Austin Metro Ranger: Un concept basé sur la première génération du modèle, il avait une pleine barre de rouleau équipée de spots, et une roue de rechange montée à l'arrière[15].
- BMW M3 ute/pick-up: Le Jour du poisson d'avril 2011, BMW a annoncé la BMW M3 ute/pick-up. Ce véhicule basé sur le Cabriolet E93 avait une plate-forme en aluminium structuré et un toit targa amovible. Il fut créé par la Division M de BMW en tant que véhicule de transport d'atelier pour une utilisation au sein de l'entreprise. C'était en fait la deuxième du genre que BMW construisit à cet effet: ils avaient déjà construit une première génération sur base de la M3 cabriolet en 1986. Ce coupé ute servit l'usine pendant 26 ans avant que la voiture poisson d'avril ne fut construite pour la remplacer[16].
- Pontiac G8 ST[17],[18] : une version marquée Holden Ute (qui est basée sur la berline Holden Commodore, badgée comme Pontiac G8 aux États-Unis) qui a été présentée au New York International Auto Show en mars 2008. Prévue comme modèle 2010, elle a été annulée avant la vente[19].